# Країба
Країба (араб. الغريبة) — місто в Тунісі. Входить до складу вілаєту Сфакс. Станом на 2004 рік тут проживало 2 570 осіб.